# باربارا لا مار
باربارا لا مار (انگلیسی: Barbara La Marr؛ ۲۸ ژوئیهٔ ۱۸۹۶ – ۳۰ ژانویهٔ ۱۹۲۶) یک هنرپیشه اهل ایالات متحده آمریکا بود.